# Grahovščica
Grahovščica je pritok potoka Žerovniščica, ki teče po Cerkniškem polju in se kot desni pritok izliva v Stržen, ki polni Cerkniško jezero. Potok je dobil ime po naselju Grahovo.